# Гельмязівський район
Гельмязівський район — адміністративно-територіальна одиниця утворена в 1923 році в складі Золотоніської округи. Районний центр — село Гельмязів.
Згідно з постановою від 10 червня 1925 р. розформовано Золотоніський округ з таким розподілом території:
Гельм’язівський (Гельмязівський), Золотоноський (Золотоніський), Іркліївський, Піщанський і
Чорнобаївський райони увійшли до складу Черкаського округу.
З 27 лютого 1932 року район в складі Київської, з 22 вересня 1937 року Полтавської, з 7 січня 1954 року у складі новоствореної Черкаської області. Адмінмежі району змінювались.
Станом на 1 вересня 1946 року в районі було 34 населених пункти, які підпорядковувались 21 сільській раді. З них 20 сіл, 12 хуторів і 2 робітничі селища:
- села: Безпальче, Богдани, Бубнівська Слобідка, Гельмязів, Гладківщина, Горбані, Жорнокльови, Каленики, Келеберда, Коврай Перший, Коврай Другий, Левченкове, Ліпляве, Озерище, Підставки, Плешкані, Прохорівка, Софіївка, Сушки, Чопилки.
- хутори: Броварки, Гонтарівщина, Діброва, Дубинка, Ковраєць, Ковтунівка, Леонівщина, Малинівщина, Решітки, Роздол-Березів, Тополі, Шкодунівка.
- селища: радгоспу «Рецюківщина», залізничної станції Гладківщина.

Указом Президії Верховної Ради від 7 січня 1954 року села Ліпляве, Озерище, Келеберда, Сушки і Прохорівка відійшли до Канівського району.
Район ліквідований у грудні 1962 року, а його населені пункти відійшли до Драбівського, Золотоніського та Переяслав-Хмельницького районів.